# Monaster Zwiastowania w Niżnym Nowogrodzie
Monaster Zwiastowania – prawosławny męski klasztor w Niżnym Nowogrodzie, w jurysdykcji eparchii niżnonowogrodzkiej Rosyjskiego Kościoła Prawosławnego. Utworzony w 1221, został zniszczony w 1229. Odbudowany w funkcjonował nieprzerwanie do 1919 r., po czym został zamknięty przez władze radzieckie. Restytuowany w 1993. Położony na brzegu Oki w pobliżu jej ujścia do Wołgi.

## Historia
Monaster został utworzony przez wielkiego księcia Jerzego Wsiewołodowicza (kanonizowanego następnie przez Cerkiew) oraz biskupa włodzimierskiego Szymona (również późniejszego świętego) w momencie założenia Niżnego Nowogrodu. Wezwanie monasteru może świadczyć o tym, że w intencjach fundatora miał być on placówką misyjną, szerzącą chrześcijaństwo wśród miejscowej ludności pogańskiej. Klasztor istniał tylko osiem lat, gdyż w 1229 jego drewniane zabudowania zostały całkowicie zniszczone w czasie najazdu mordwińskiego księcia Purgasa.
Monaster został odbudowany z inicjatywy metropolity kijowskiego (rezydującego w Moskwie) Aleksego w 1370, zaś w 1371 wzniesiono na jego terenie pierwszą cerkiew – murowaną jednokopułową świątynię o tym samym wezwaniu, co cała wspólnota. Aleksy podarował klasztorowi cudotwórczą kopię Korsuńskiej Ikony Matki Bożej. Wizerunek ten był przechowywany w monasterze do czasów ZSRR, gdy został skonfiskowany, jego dalsze losy nie są znane. Aktualnie (XXI w.) w ikonostasie soboru Zwiastowania eksponowana jest jego kopia.
W XIV w. monaster otrzymał nadania ziemskie od wielkich książąt suzdalskich i niżnonowogrodzkich, jak również szereg darów prywatnych. Umożliwiło to szybki rozwój wspólnoty. Klasztor był przy tym traktowany jako filia domu metropolitalnego w Moskwie. Od utworzenia Patriarchatu Moskiewskiego w 1589 miał prawo posługiwania się nazwą „domowego monasteru domu patriarszego”, co oznaczało przywilej stauropigii. Po likwidacji patriarchatu i utworzeniu w 1721 Świątobliwego Synodu Rządzącego monaster zachował początkowo status wspólnoty podporządkowanej bezpośrednio Synodowi. W 1764 w klasztorze żyło ok. 50–60 mnichów i posłuszników. W wymienionym roku monaster został zaliczony w poczet klasztorów III klasy i przeniesiony w jurysdykcję biskupów niżnonowogrodzkich i arzamaskich. W XVII i XVIII w. starsze świątynie klasztorne były przebudowywane. W 1837 w kompleksie monasterskim rozpoczęto budowę cerkwi św. Aleksego oraz kaplicy pod tym samym wezwaniem.
Do końca XIX w. monaster zgromadził obszerną bibliotekę rękopisów i zabytkowych ksiąg z XVI–XIX w. Wśród nich był Ewangeliarz z 1575, egzemplarz Ustawu Cerkiewnego z 1607, Apostoł z 1694, księga z podpisem patriarchy Hermogena oraz jedenastowieczny zbiór kondakionów i innych pieśni cerkiewnych z nutami w tradycyjnym zapisie (kriukach).
Monaster został zamknięty na polecenie władz radzieckich w 1919, w zajmowanych dotąd przez mnichów obiektach powstały różne instytucje świeckie. Parafia prawosławna zachowała jedynie cerkiew św. Andrzeja. W czasie konfiskaty kosztowności cerkiewnych z dawnych świątyń monasterskich zabrane zostały najcenniejsze elementy wyposażenia. W 1923 na polecenie władz zniszczono kaplicę św. Aleksego, podając jako przyczynę brak wartości artystycznej. W związku z tym rada parafii św. Andrzeja zgodziła się, by budynki monasterskie stały się własnością muzeum, które wykorzystywało budynki cerkiewne jako teren wystawowy. W 1928 również cerkiew św. Andrzeja została zamknięta i całe jej wyposażenie przeszło na własność państwa, wtedy też zabudowania klasztorne opuścili ostatni mnisi, przebywający w nich nadal mimo formalnej likwidacji wspólnoty. W 1949 w cerkwi św. Aleksego umieszczone zostało planetarium.
W 1960 kompleks klasztorny został uznany za zabytek, jednak przez kolejną dekadę nie był remontowany i jego stan techniczny ulegał sukcesywnemu pogorszeniu. W latach 70. i 80. XX wieku przeprowadzony został jego częściowy remont. W 1991 eparchia niżnonowogrodzka odzyskała główną świątynię monasteru – sobór Zwiastowania. Klasztor został restytuowany w 1993 przez metropolitę niżnonowogrodzkiego Mikołaja, który wyznaczył na jego pierwszego przełożonego hieromnicha Cyryla (Pokrowskiego). Przy monasterze rozpoczęła pracę szkoła duchowna, przekształcona w 1995 w seminarium duchowne. W latach 2004–2007 miała miejsce odbudowa cerkwi św. Aleksego, odnowienie budynków mieszkalnego i szpitalnego, jak również refektarza, trwają prace w cerkwiach św. Sergiusza, Zaśnięcia Matki Bożej oraz w soborze Zwiastowania. Przy źródle św. Aleksego powstała drewniana kaplica.
W 2013 w monasterze przebywało ośmiu mnichów i riasoforny posłusznik.